# Les Grands Esprits
Les Grands Esprits é um filme francês de 2017, escrito e dirigido por Olivier Ayache-Vidal.

## Sinopse
Um dia, enquanto resmunga sobre a necessidade de mandar professores experientes aos subúrbios mais desfavorecidos da França, François Foucault - professor de Letras no prestigioso Liceu Francês Henri-IV - é ouvido por uma representante do Ministério da Educação Nacional. Vê-se obrigado a largar seu emprego neste importante liceu e ir embora de Paris, ingressando no colégio suburbano “Barbara”, em Stains, indicado como um dos mais difíceis de administrar.

## Elenco
- Denis Podalydès: François Foucault
- Abdoulaye Diallo: Seydou
- Tabono Tandia: Maya
- Pauline Huruguen: Chloé, a colega de François
- Alexis Moncorgé: Gaspard, o companheiro de Chloé
- Charles Templon: Sébastien
- Léa Drucker : Caroline, a irmã de François
- Zineb Triki: Agathe
- Macaca Magdy Fahim: Rim
- Emmanuel Barrouyer: o diretor do colégio
- François Petit-Perrin : Rémi
- Jean-Pierre Lorit: o responsável no Ministério da Educação Nacional
- Marie-Julie Baup: a médica no hospital
- Cheick Sylla: Marvin
- Tom Rivoire: Filho de Caroline
- Marie Rémond : Camille
- Jeanne Rosa : empregada da escola
- François Rabette: Professor de Henri IV
- Laurent Claret: Pierre Foucault
- Nicole Gueden: Mãe de François
- Anne Jacquemin: A ministra
- Laura Genovino: Filha de Caroline
- Sadio Niakaté: Jovem do bairro amigo de Seydou
- Philippe Suner: Jornalista
- Vincent Nemeth: Pai de Gaspard

## Música
Trilha sonora original do filme:
- Glad I Waited - Polly Gibbons / Donald Black & Alexander Rudd

- Who Knows - Marion Black

- Peer Gynt - Edvard Grieg

- Perhaps, Perhaps, Perhaps - Doris Day / Osvaldo Farres

- The Mole Man - Schwab

- VB Drop - Ronald Fritz & JOAT

- Digital Sunset Funk - Gary Royant

- Uptown Girl - David Lynch

- Bump Bump - Charles Kendall Gillette

- 100 days, 100 Nights - Sharon Jones & The Dap-Kings

- Hipster Shakes – Black Pistol Fire

- Si maman si - França Gall / Michel Pastor

- Those Were The Days - Mary Hopkin